# 司马越
司馬越（3世纪？—311年4月23日），字元超，河內溫縣（今河南溫縣）人，晉宣帝司馬懿四弟东武城戴侯司馬馗之孫，高密文献王司馬泰的長子，夫人裴氏（裴妃），裴康之女，姑姑乃周恢之妻，司马覃外祖母。司马越被封為東海王，在八王之亂中消滅了其他對手，成為倖存的最後一王，但最後在內外交迫的憂患中病逝，他的死意味著八王之亂的徹底終結。

## 生平

### 封東海王
年輕時已有好名聲，當時人們稱讚他為人謙虛又扶助平民，因而受國內外人們的尊敬。初以陇西王世子身份任騎都尉，與駙馬都尉楊邈及琅邪王司馬伷子司馬繇一起侍講東宮，拜散騎侍郎，歷任左衛將軍，加侍中。永平元年（291年），司馬越因參與誅殺楊駿有功而受封五千戶侯。遷散騎常侍、輔國將軍、尚書右仆射，領游擊將軍。後再任侍中，加奉車都尉，給溫信五十人，別封東海王。永康初年，任中書令，後徙侍中，再遷司空，領中書監。

### 捕長沙王
太安二年（303年），成都王司馬穎與河間王司馬顒攻長沙王司馬乂，戰事持續數月，至明年年初，司馬乂固守洛陽，並多次擊敗司馬穎，士兵亦戰意高昂。但此時司馬越害怕缺糧的司馬乂終會失敗，于是與殿中將領勾結，捉拿司馬乂到金墉城。其他人不忍司馬乂功敗垂成，打算救出司馬乂繼續戰鬥，司馬越打算誅殺司馬乂以絕眾心，但黃門郎潘滔勸司馬越向張方告密，借他手殺司馬乂。最後司馬乂被張方燒死。

### 败退東海
司馬乂死後，司馬穎入城升任丞相，後被封為皇太弟，而司馬越加守尚書令。永安元年（304），在鄴城遙控政府的丞相、皇太弟司馬穎漸漸目無君上，又任用親信的宦官孟玖，引起大眾不滿。司馬越與右衛將軍陳眕及長沙故將上官巳等圖謀討伐司馬穎。司馬越以晉惠帝詔為名北征鄴，並以自任大都督，領十多萬兵與惠帝親征。但被司馬穎將領石超擊敗，晉惠帝被石超帶到鄴，司馬越投奔下邳，但徐州都督、東平王司馬楙拒絕接納，司馬越唯有逃回封國東海國。永興元年（304年），太宰司馬顒又讓晉惠帝下詔，要立遠在東海的司馬越為太傅，要司馬越到長安與司馬顒共同輔政，但司馬越不受。

### 反攻西軍
東海中尉劉洽因張方逼惠帝移到長安，勸司馬越起兵討伐，司馬越於是以劉洽爲左司馬，尚書曹馥爲軍司（一说周馥），隨後起兵。起兵後司馬楙畏懼，於是將徐州奉上。司馬越於是以司空領徐州都督，以司馬楙領兗州刺史。司馬越兄弟都據州郡，范陽王司馬虓和王浚等共推司馬越為盟主，而司馬越此時選置刺史以下地方職官，朝士多奔赴司馬越，而不跟從長安的惠帝政府。而河間王司馬顒挾天子，發詔罷免司馬越等，皆令回封地。司馬越仗義奉迎大駕，返回舊都，率將士三萬，西行到蕭縣。但豫州刺史劉喬不受司馬越命，遣兒子劉祐拒東海王大軍，司馬越軍敗。及後范陽王司馬虓遣督護田徽以突騎八百迎接司馬越，遇劉祐於譙，祐衆潰敗，劉喬軍潰敗，司馬越得以進屯陽武。山東兵盛，關中大懼，司馬顒斬送張方首求和，但司馬越拒絕，反而令守滎陽的呂朗投降。
光熙元年（306年）夏四月，司馬越屯兵溫縣，山東軍將領祁弘率軍入長安，手下的鮮卑軍隊在長安大肆搶劫，二萬多人被殺。祁弘及後帶惠帝乘牛車回洛陽，司馬越率諸侯及鮮卑許扶曆、駒次宿歸等步騎護送。惠帝下詔封司馬越太傅錄尚書事，以下邳、濟陽二郡增封。十一月庚午，晉惠帝於長安顯陽殿食餅中毒逝世，可能是被司馬越毒死的。皇太弟司馬熾繼位，是為晉懷帝，委政事於司馬越。吏部郎周穆，是清河王司馬覃舅父，亦為司馬越之親戚，他與其妹夫諸葛玫共遊說越廢晉懷帝，立清河王司馬覃，讓司馬越挾幼主號令天下。司馬越遂叱左右斬二人，以二人世家，不再誅殺其親族，因此上表廢除夷三族法令。之後晉懷帝開始親理萬機，留心庶事，司馬越不悅，求引退回封地，懷帝不許。司馬越遂出鎮許昌。

### 掌控西晉
永嘉元年（307年），司馬越自許昌率領苟晞及冀州刺史丁绍討破作亂的汲桑。戰後回到許昌，苟晞因功而加撫軍將軍、都督青、兗諸軍事。司馬越的長史潘滔說：「兗州天下樞要，公宜自牧。」因此下詔轉苟晞爲征東大將軍、開府儀同三司，加侍中、假節、都督青州諸軍事，領青州刺史，自此與苟晞有仇隙。同時懷帝下詔司馬越爲丞相，領兗州牧，督兗、豫、司、冀、幽、幷六州。司馬越恐清河王司馬覃終爲儲君，矯詔將他收押金墉城，次年將他殺害。
永嘉二年二月（308年），自許昌遷於鄄城。同年，漢國王彌攻入許昌，司馬越遣左司馬王斌率甲士五千人入衛京都洛陽。鄄城自壞，司馬越移屯濮陽，又遷於滎陽。司馬越召命位于冀州的司马腾旧部田甄等乞活軍，但田甄不受命，司馬越另派監軍劉望討伐田甄。劉望渡過黃河後河，田甄撤退。李惲和薄盛斬殺田蘭，率領部衆投降；田甄、任祉和祁濟於是棄軍奔到上黨。    
永嘉三年（309年），司馬越自滎陽回洛陽，以太學爲府第。司馬越疑朝臣背叛自己，乃誣諂帝舅王延等作亂，遣王景率甲士三千人入宮收押王延等，交給廷尉將眾人殺死。後司馬越解去兗州牧，領司徒。司馬越既與苟晞構怨，又以頃興事多由殿省，於是奏請罷免有爵位的宿衛。因當時殿中諸將皆封侯，故此一律罷免。後以東海國上軍將軍何倫爲右衛將軍，王景爲左衛將軍，領國兵數百人宿衛。
司馬越自從誅殺王延等後，大失衆望，而且眾人猜嫌他。散騎侍郎高韜有憂國之言，与姜颐、杜概二人密谋讨伐司马越，司馬越誣諂以訕謗時政將他殺害，但是仍不能自安。同時北方胡族政權又時常侵擾，所以戎服入見懷帝，請旨討伐石勒，並且鎮集兗州、豫州士兵以救援京師。留其夫人裴妃、世子鎮軍將軍司馬毗，及龍驤將軍李惲和右衛將軍何倫等守衛京都。以行臺自隨，率甲士四萬東屯於項縣，王公卿士隨從者甚衆，而皇宮卻再無守衛，甚至鬧飢荒而令皇宮屍骸交錯。詔加九錫。司馬越傳羽檄四方所征皆不至。而苟晞又上表征討越。司馬越以豫州刺史馮嵩爲左司馬，自領豫州牧。

### 憂懼而死
司馬越把持朝政，而早前領軍至項縣帶走了大量人才，更統御全國最後一支精銳的軍隊，許多人認為司馬越有不臣之心。加上匈奴等少數民族建立的獨立政權勢力愈來愈大，地方不穩；而晉朝內部的權力鬥爭也日漸嚴重，與苟晞數度交戰，終於憂懼成疾。永嘉五年（311年），晉懷帝下詔以征東大將軍苟晞為大將軍，並發布司馬越的罪狀，要各方鎮討伐，不久司馬越就病死於項城。軍中秘不發喪，以襄陽王司马范爲大將軍，統令其衆回到東海安葬。石勒於苦縣寧平城追及大軍，將軍錢端出兵對抗石勒而戰死，大軍潰敗。石勒以騎兵圍著潰敗的十萬士眾，然後用弓箭射殺，十餘萬王公、士兵和庶民相踐如山，全被殲滅，石勒焚燒司馬越的靈柩。王彌弟王璋然後焚殺餘下軍衆，更吃他們的肉。天下歸罪於司馬越，懷帝發詔貶司馬越爲縣王。
當何倫、李惲聽聞司馬越死去，便在秘不發喪之際侍奉其夫人裴妃及世子司馬毗從京邑逃出。至洧倉，又爲石勒所敗，司馬毗及宗室三十六王俱被殺死。李惲殺妻子逃到廣宗，何倫逃走至下邳。裴妃被人擄去，賣給吳氏。東晉太興年間，得以渡江到東晉，欲招魂葬司馬越，元帝詔有關機構詳細議論後下詔不許；裴妃不奉詔，隨後在廣陵為司馬越下葬。太興末年，司馬越墓被毀，改葬丹徒。
由於晉元帝當初出鎮建業是裴妃出的主意，元帝深感其恩德，數次駕幸其府第，又以第三子司馬沖继司马毗为後、追謚司馬越為東海孝獻王。司馬沖死後無子，晉成帝以少子司馬奕繼嗣。晉哀帝徙司馬奕爲琅邪王，而東海無嗣。隆安初年，晉安帝改以會稽世子司馬元顯次子司馬彥璋爲東海王，繼司馬沖為曾孫。後被桓玄殺害，東海國國除。

## 評價
- 《晉書》：「東海糾合同盟，創為義舉，匡復之功未立，陵暴之釁已彰，罄彼車徒，固求出鎮。既而帝京寡弱，狡寇憑陵，遂令神器劫遷，宗社顛覆，數十萬眾並垂餌於豺狼，三十六王咸隕身於鋒刃。禍難之極，振古未聞。雖及焚如，猶為幸也。」「元超作輔，出征入撫，敗國喪師，無君震主。焚如之變，抑惟自取。」

## 延伸阅读
[在维基数据编辑]
 《晉書·卷059》，出自房玄齡《晉書》

| 官衔        | 官衔                  | 官衔          |
| ----------- | --------------------- | ------------- |
| 前任： 劉寔 | 西晉司空 302年－306年 | 繼任： 司馬虓 |